# Siem de Jong
Siem de Jong (Aigle, 1989. január 28.) holland labdarúgó, támadó középpályás. Jelenleg Az FC Cincinnati játékosa.
A holland válogatottban 2010 nyarán mutatkozott be egy barátságos mérkőzésen.
Fiatalabb testvére, Luuk de Jong is profi labdarúgó, aki szinténi az Laligában szereplő Sevilla FC csapatának a játékosa.

## Pályafutása

### Kezdetek
Siem de Jong a holland Doetinchem városának amatőr labdarúgócsapatában, a DZC'68-ban kezdte pályafutását. Tizenkét évesen csapatot váltott, ekkor ment át a De Graafschap csapatához.
Doetinchem városában nőtt fel, és a Rietveld Lyceum nevű iskolában tanult, ahol korábban Guus Hiddink, Paul Bosvelt és Klaas-Jan Huntelaar is. Később az egyetemen közgazdaságtant végzett. 2005-ig játszott a De Graafschap csapatánál, ekkor sikerült bejutnia az Ajax ifjúsági akadémiájára.

### AFC Ajax
De Jong egyike azon játékosoknak, akik a csapat akadémiáján keresztül kerültek be az első csapatba.

#### 2007/2008
2007. szeptember 26-án, a Kozakken Boys elleni mérkőzésen játszott először a felnőtt csapatban, csereként. Az első osztályban október 7-én mutatkozott be a Sparta Rotterdam elleni, 2:2-vel végződő idegenbeli mérkőzésen. E találkozó hosszabbításában szerezte meg első bajnoki gólját. A 2007–2008-as szezonban ő volt az egyik legfiatalabb játékos, és ő volt az egyetlen húsz év alatti játékos, aki több mint húsz mérkőzésen pályára lépett. A szezon téli szünetében, tizenkilencedik születésnapja előtt az Ajax szerződést hosszabbított vele 2013 júniusáig. December 8-án sérülést szenvedett a Willem II Tilburg elleni mérkőzésen. Emiatt két hónapot és számos fontos mérkőzést (a PSV, az FC Twente és az SC Heerenveen ellenieket) ki kellett hagynia. Április elejére épült fel, és a De Graafschap elleni mérkőzésen tért vissza csereként (a 81. percben ő váltotta Edgar Davidsot).

#### 2009/2010
A 2009–2010-es szezon kezdetén gyakran lépett pályára csereként. Végül aztán kiharcolta a helyet a kezdő tizenegyben is. A szezon végére – tíz találatával – ő lett a csapat egyik leggólerősebb játékosa. Januárban az ő góljával jutott tovább az Ajax a Holland Kupa elődöntőjébe. A NEC Nijmegen volt az ellenfél, és a hosszabbításban sikerült De Jongnak belőnie a győztes gólt. Február 21-én a Vitesse Arnhem ellen 4:0-ra megnyert bajnoki mérkőzésen kétszer talált be az ellenfél kapujába. A szezon végén a Feyenoord ellen lejátszott kupadöntő első mérkőzésén ő lőtte a csapat két gólját, amivel 2:0-ra nyertek. A 4:1-re megnyert visszavágón ismét két gólt lőtt. Ezzel az Ajax tizennyolcadszor nyerte meg a kupát.

#### 2010/2011
A következő - 2010–2011-es - szezonban is megmaradt a helye a kezdőcsapatban. Míg a nyáron elveszítették az FC Twente ellen a Holland-szuperkupadöntőt, addig a BL-selejtezőkből ők jöttek ki jobban. A görög PAOK Saloniki és az ukrán Dinamo Kijev gárdáját győzték le és így 5 év után újra feljutottak a főtáblára. De Jong nagyon hasznosan játszott minden selejtezőn. A bajnokságot csak egy döntetlennel kezdték. A következő fordulóban már De Jong is megszerezte első szezonbeli gólját. Ezen a mérkőzésen az Ajax 4:2-re legyőzte a Vitesse Arnhem csapatát. Miután decemberben Frank de Boer lett az edző egy új játékot próbált játszatni a csapattal. Ebben a játékban De Jong is új szerepet kapott, a bajnokság második felében középcsatár lett belőle. Ehhez hozzájárult El Hamdaoui kisebb betegsége és rossz viszonya Frank de Boeral is. Elég jól ellátta ezt az új szerepét is, mivel 16 bajnoki mérkőzés alatt 9 gólt szerzett. Az ő jó játékának köszönhetően is szerzett bajnoki címet az Ajax. Az utolsó fordulóban De Jong 2 góljának is köszönhetően 3:1-re győzték le az Arena-ban az addigi éllovas Twente Enschede-t és lettek bajnokok.

#### 2011/2012
A 2011–2012-es szezonban újra a középpályán játszott a régi szerepben, de nem kezdődött valami jól neki. Már az első fordulóban sérülést szenvedett és a félidőben le is cserélték De Jongot, emellett még egy büntetőt is kihagyott. A következő mérkőzésen már újra pályára lépett. Miután október 2-án a csapat izlandi középcsatára, Sigthórsson komoly sérülést szenvedett az FC Groningen ellen, De Jong-nak ismét vissza kellett térnie a tavalyi szerepébe. Egészen november 6-ig. Ekkor az FC Utrecht elleni bajnokin combsérülést szenvedett és hosszabb időre lesérült. Január 19-én lépett újra pályára, a holland kupa nyolcaddöntőjében az AZ ellen. Visszatérése elég jól sikerült annak ellenére, hogy az Ajax kikapott 2:3-ra. Csapata mindkét gólját Siem de Jong lőtte. Ezek után már a szezon összes mérkőzésén pályára lépett. Április 11-én a SC Heerenveen csapata elleni mérkőzésen melyet 0:5-re meg is nyertek, De Jong ismét nagyon jól teljesített középcsatárként mivel mesterhármast lőtt. Az idei szezonban az Ajax csapatánál De Jong-on kívül csak Ebecilionak sikerült ugyanez. Annak köszönhetően, hogy az utolsó 14 bajnoki mérkőzésüket megnyerték, sikerült megvédeniük a bajnoki címet. Így De Jongnak is sikerült karrierje során megnyernie a második Eredivisie-bajnoki címét.

#### 2012/2013
A szezon befejeztével - a nyári átigazolási időszakban - távozott a csapattól Jan Vertonghen, az Ajax csapatkapitánya. Ennek köszönhetően a következő, 2012–2013-as szezonban Siem de Jong lett az új csapatkapitány. Ezek mellett maradt a csapat egyik legfontosabb alapembere is. Ismét több poszton (középpályás és középcsatár) kellett megmutatnia a tudását. A bajnokságon kívül még a BL idei csoportkörében is nagyon jó teljesítményt nyújtott. Az angol bajnok Manchester City ellen mindkét alkalommal gólt szerzett. Amszterdamban a 3:1-es győzelemhez egy góllal járult hozzá. A visszavágón De Jong a 17. percben pedig már a második gólját szerezte. A jó kezdés ellenére nem sikerült nyerniük mivel a végeredmény 2:2 lett. A bajnoki szezont ismét a legjobb pozícióban fejezték be, megvédték bajnoki címüket idén is. De Jong ebben a szezonban csupán egy tétmérkőzésen nem lépett pályára, így ő szerepelt legtöbbet a csapatban. Ezek mellett 2013-ban - akárcsak 2012-ben - ismét ő lett a csapat gólkirálya a maga 16 góljával. Nyáron pedig az AZ Alkmaar legyőzésével az Ajax-nak sikerült elhódítania a Holland-Szuperkupát. A döntőt hosszabbítás után 3:2-re nyerte meg az Ajax, a győztes gólt pedig a 103. percben Siem de Jong lőtte be.

#### 2013/2014
A 2013–2014-es szezon is nagyon jól kezdődött De Jong részéről. Az első fordulóban a Roda Kerkrade csapatát győzték le 3:0-ra amelyen Siem is gólt lőtt. Ez a mérkőzés több részből jubileum volt De Jong számára. Ez volt a 150. bajnoki mérkőzése és a 200. tétmérkőzése az Ajax csapatánál. A második bajnoki mérkőzés volt a Szuperkupa „visszavágója”, amin ugyancsak betalált, viszont ott az AZ Alkmaar nyert 3:2-re. A mérkőzés után Siem de Jong rosszul érezte magát és ezért vizsgálatra küldték, ahol légmellet állapítottak meg nála. Ezért 6 hetet ki kellett volna hagynia. Végül 1 hónap után ismét pályára léphetett. Szeptember 14-én, a PEC Zwolle ellen 2:1-re megnyert hazai bajnoki mérkőzésen állt újra játékra készen. Ezek után ismét tagja lett egy ideig a csapatnak, amíg november 26-án a NEC Nijmegen ellen 3:0-ra megnyert bajnoki mérkőzésen újra le nem sérült. Majdnem négy hónapot kellett kihagynia amíg újra pályára nem léphetett. Ezalatt csupán nézőként vehetett részt az Ajax - FC Barcelona BL-csoportmérkőzésen, amit meglepetésre a hollandok nyertek meg 2:1 arányban. Február 2-án az FC Utrecht elleni mérkőzésen tért vissza. Ezek után is szenvedett sérülést ezért több mérkőzést ki kellett hagynia tavasszal is. Ennek ellenére 2014-ben is sikerült megnyerniük a bajnokságot és ezzel Siem már a 4. bajnoki címét ünnepelhette az Ajaxban. A szezon után következő nyáron pedig 7 szezon után eligazolt.

### Newcastle United

#### 2014/2015
Július elsején 6 éves szerződést írt alá a Newcastle United csapatához, akik 6 millió fontot fizettek érte az Ajaxnak. Átigazolása után azonnal kinevezték őt csapatkapitány-helyettesnek.

## Válogatott

### U19-es válogatott
2007 májusában debütált a holland U19-es válogatottban egy Csehország ellen 2:0-ra megnyert mérkőzésen. Ezután még három mérkőzésen lépett pályára, de a holland válogatottnak nem sikerült kijutnia az U19-es Európa bajnokságra. A következő torna előtt is három selejtezőn lépett pályára, a 2008-as Európa-bajnokság első selejtezőkörében. Két mérkőzésen sikerült is betalálnia, Grúzia és Norvégia ellen. A válogatott továbbjutott, de a második selejtezőkörben kiesett, és nem vehetett részt a tornán.

### U21-es válogatott
2007. november 12-én mutatkozott be az U21-es válogatottban Macedónia ellen. A válogatottat ekkor Foppe de Haan vezette. 2008 márciusában még tartott a bajnokságban elszenvedett sérülése, ezért nem léphetett pályára az Észtország ellen 3:0-ra megnyert mérkőzésen. Helyébe Jonathan de Guzmán lépett. Miután sérülése elmúlt, Foppe de Haan visszavette a keretbe, de a pekingi olimpiára elutazó csapatba már nem került be. Ezek után még három alkalommal játszott az U21-es csapatban, amelynek nem sikerült kijutnia a 2009-es Európa-bajnokságra.
A 2011-es Európa-bajnokság selejtezőiben gólt is lőtt, a Liechtenstein ellen 3:0-ra megnyert mérkőzésen.

### Felnőtt csapat
2010. augusztus 11-én, az Ukrajna ellen 1:1-gyel végződött barátságos mérkőzésen mutatkozott be a felnőtt válogatottban. Ez volt a holland válogatott első mérkőzése a dél-afrikai világbajnokság után. Bert van Marwijk olyan játékosoknak adott lehetőséget, akik nem voltak tagjai a tornán szerepelt keretnek. Első válogatottbeli gólját pedig 2013. június 7-én, egy Indonézia ellen lejátszott barátságos mérkőzésen lőtte. Azon a mérkőzésen csereként beállva 2 gólt lőtt.

## Statisztika
Frissítve: 2014. május 3.
| Klub                      | Szezon                    | Bajnokság | Bajnokság | Kupa | Kupa | Ligakupa | Ligakupa | Szuperkupa | Szuperkupa | Nemzetközi | Nemzetközi | Összesen | Összesen |
| Klub                      | Szezon                    | Mérk      | Gól       | Mérk | Gól  | Mérk     | Gól      | Mérk       | Gól        | Mérk       | Gól        | Mérk     | Gól      |
| ------------------------- | ------------------------- | --------- | --------- | ---- | ---- | -------- | -------- | ---------- | ---------- | ---------- | ---------- | -------- | -------- |
| AFC Ajax                  | 2007/08                   | 22        | 2         | 3    | 0    | -        | -        | 0          | 0          | 0          | 0          | 25       | 2        |
| AFC Ajax                  | 2008/09                   | 10        | 1         | 2    | 0    | -        | -        | 0          | 0          | 4          | 0          | 16       | 1        |
| AFC Ajax                  | 2009/10                   | 22        | 10        | 6    | 6    | -        | -        | 0          | 0          | 7          | 1          | 35       | 17       |
| AFC Ajax                  | 2010/11                   | 32        | 12        | 6    | 3    | -        | -        | 1          | 0          | 13         | 1          | 52       | 16       |
| AFC Ajax                  | 2011/12                   | 29        | 13        | 3    | 3    | -        | -        | 1          | 0          | 6          | 1          | 39       | 17       |
| AFC Ajax                  | 2012/13                   | 34        | 12        | 4    | 1    | -        | -        | 1          | 0          | 8          | 3          | 47       | 16       |
| AFC Ajax                  | 2013/14                   | 19        | 7         | 2    | 1    | -        | -        | 1          | 1          | 6          | 0          | 28       | 9        |
| AFC Ajax összesen         | AFC Ajax összesen         | 168       | 57        | 26   | 14   | -        | -        | 4          | 1          | 44         | 6          | 242      | 78       |
| Newcastle United FC       | 2014/15                   | 0         | 0         | 0    | 0    | 0        | 0        | 0          | 0          | 0          | 0          | 0        | 0        |
| Newcastle United összesen | Newcastle United összesen | 0         | 0         | 0    | 0    | 0        | 0        | 0          | 0          | 0          | 0          | 0        | 0        |
| ÖSSZESEN                  | ÖSSZESEN                  | 168       | 57        | 26   | 14   | 0        | 0        | 4          | 1          | 44         | 6          | 242      | 78       |

## Eddigi sikerek

### Csapat
AFC Ajax
- Bajnoki cím (4x): 2010/2011, 2011/2012, 2012/2013, 2013/2014
- Holland Kupa (1x): 2009/2010
- Holland Szuperkupa (2x): 2007, 2013